# J. Michael Criley
J. Michael Criley, all'anagrafe John Michael Criley (1931), è un medico statunitense, attualmente professore emerito alla David Geffen School of Medicine presso l'Università della California, Los Angeles (UCLA).

## Biografia
Ha realizzato una serie di contributi pionieristici alla campo della cardiologia e nella formazione medic. È stato anche determinante per lo sviluppo del programma di addestramento dei paramedici Dipartimento dei Vigili del fuoco di Los Angeles nel 1969. Egli è anche un'autorità in materia di emodinamica cardiaca, auscultazione cardiaca, cateterismo cardiaco e malattia valvolari cardiache. Inoltre, gli è stato accreditato il termine di sindrome da prolasso valvolare mitralico, dopo aver dimostrato al dottor Barlow che non era aneurisma del lembo mitrale, ma piuttosto lo spostamento del lembo che porta alla condizione.